# Ruta europea de larga distancia E8

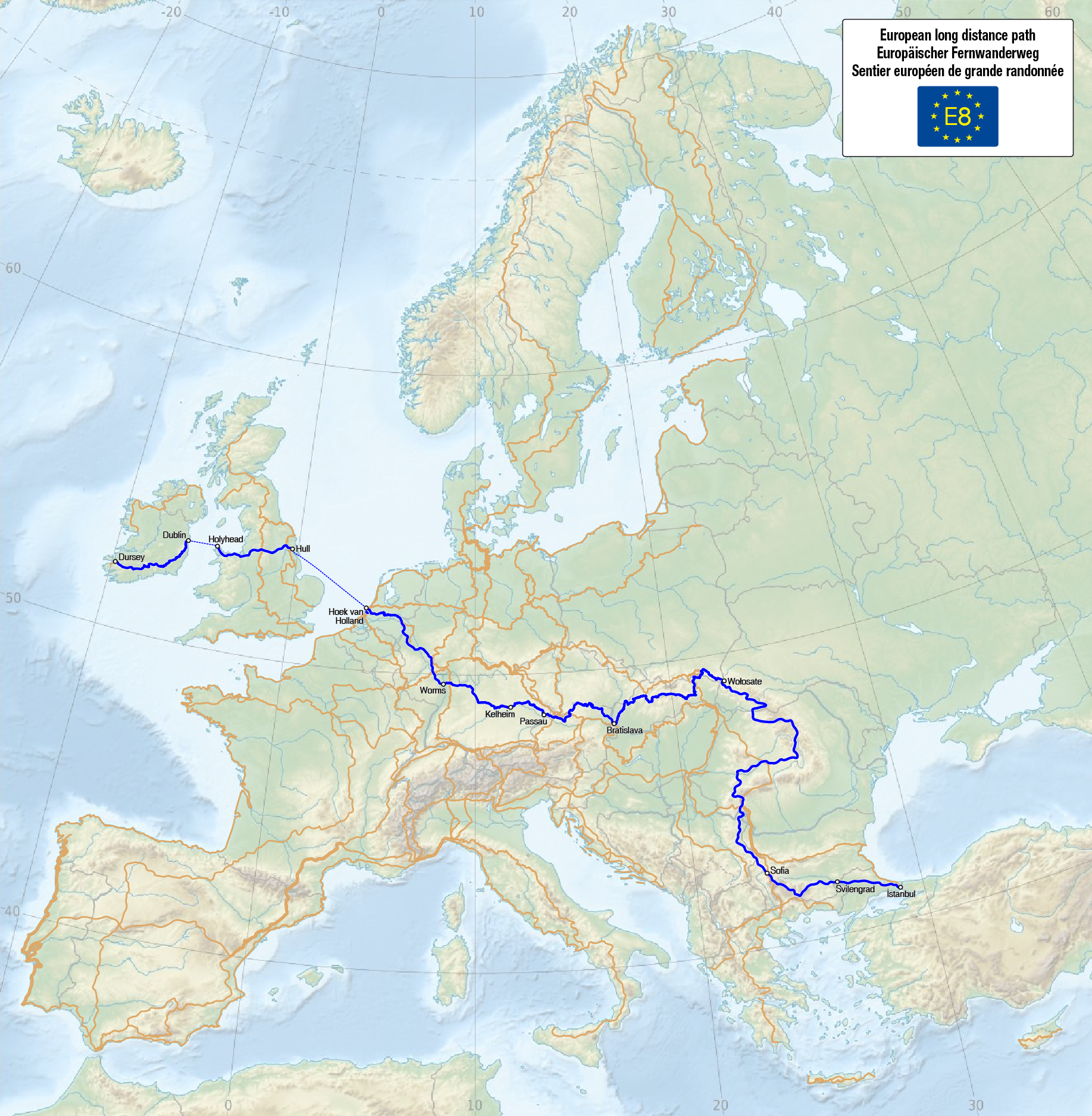
La ruta europea de larga distancia E8

La ruta europea de larga distancia E8 o ruta E8 es una de las rutas europeas de larga distancia, con 4700 km (2.920 millas) en toda Europa, desde Cork en Irlanda hasta Bulgaria .

## Ruta
Después de Irlanda, cruza el mar de Irlanda hasta llegar a Gales y, a continuación, a Inglaterra, donde sigue parte de la ruta Transpeninsular. Tras cruzar el mar del Norte, pasa por los Países Bajos, Alemania, Austria, Eslovaquia, Polonia, Ucrania y Rumanía. Finalmente, atraviesa Bulgaria antes de llegar a la frontera con Turquía.

## Historia
Fue la primera ruta europea de larga distancia designada y abierta en el Reino Unido. La sección se abrió en 1996.
Algunas de las secciones orientales de la ruta aún no se han finalizado.